# Les Bonnes Étoiles
Pour l’article homonyme, voir Broker.
Pour plus de détails, voir Fiche technique et Distribution.
Les Bonnes Étoiles (hangeul : 브로커 ; RR : Beurokeo ; litt. « Courtier ») est un film sud-coréen écrit, réalisé et monté par Hirokazu Kore-eda, sorti en 2022.
Après La Vérité (2019), il s'agit de son deuxième film réalisé hors de son pays natal, le Japon.
Il est présenté en compétition au Festival de Cannes 2022. Il remporte le prix du jury œcuménique et le prix d'interprétation masculine pour Song Kang-ho.

## Synopsis
Deux courtiers volent occasionnellement des bébés abandonnés par leurs parents dans la boîte à bébé de l'église et ils les vendent sur le marché noir de l'adoption. Mais lorsque la jeune mère revient après avoir abandonné son bébé, elle les découvre et décide de partir avec eux en road-trip pour interviewer les nouveaux parents.

## Fiche technique
Sauf indication contraire, les informations mentionnées dans cette section peuvent être confirmées par la base de données cinématographiques IMDb,  présente dans la section « Liens externes ».
- Titre français : Les Bonnes Étoiles
- Titre original : 브로커
- Titre international : Broker
- Réalisation et scénario : Hirokazu Kore-eda
- Musique : Jung Jae-il
- Direction artistique : Lee Mok-won
- Costumes : Choi Se-yeon
- Photographie : Hong Kyung-pyo[4]
- Montage : Hirokazu Kore-eda
- Production : Lee Eugene
- Société de production : Zip Cinema
- Société de distribution : CJ E&M
- Pays de production :  Corée du Sud
- Langue originale : coréen
- Format : couleur
- Genre : drame
- Durée : 129 minutes
- Dates de sortie :
  - France : 26 mai 2022 (avant-première mondiale au Festival de Cannes) ; 7 décembre 2022 (sortie nationale)[2]
  - Corée du Sud : 8 juin 2022

## Distribution
- Song Kang-ho (VF : Loïc Houdré) : Sang-hyeon[5]
- Bae Doo-na (VFB : Myriem Akheddiou) : l'inspectrice Soo-jin[5]
- Kang Dong-won (VFB : Jonathan Simon) : Dong soo[5]
- Lee Ji-eun (VFB : Séverine Cayron) : la jeune maman So-young[5]
- Lee Joo-young (VFB : Ludivine Deworst) : l'inspectrice Lee[5]

 Source et légende : version française (VF) sur RS Doublage et carton de doublage français.

## Production
Le 26 août 2020, la mise en chantier de ce film est annoncée (la distribution comprenant Song Kang-ho, Bae Doo-na et Gang Dong-won) sous le titre de travail Baby, Box, Broker ou simplement Broker,,,. Hirokazu Kore-eda a commencé à imaginer ce film cinq ans avant la sortie, dans l'intention de travailler avec Song Kang-ho et Gang Dong-won, avec qui il avait fait connaissance lors de différents festivals, et avec Bae Doo-na, qui avait déjà participé à son film Air Doll (空気人形, 2009).
En février 2021, IU est engagée à joindre l'équipe. En mars, on apprend que Lee Joo-young est également choisie.

### Tournage
Le tournage a lieu entre 14 avril 2021 et 22 juin 2021.

## Accueil

### Accueil critique
En France, le site Allociné propose une moyenne de 3,7⁄5, à partir de l'interprétation de 33 critiques de presse.

### Box-office
Pour son premier jour d'exploitation en France, Les Bonnes étoiles a réalisé 9 215 entrées, dont 1 109 en avant-première, pour un total de 578 séances proposées. En comptant l’ensemble des billets vendus à ce premier jour, le film se positionne en cinquième place du box-office des nouveautés pour leur journée de démarrage, derrière Nos frangins (11 058) et devant Les Pires (8 483).
Au bout d’une première semaine d’exploitation dans les salles françaises, le long-métrage totalise 64 763 entrées, pour une septième place au box-office, derrière Le Torrent (77 678) et devant Enzo Le croco (59 118).

## Distinctions

### Récompenses
- Festival de Cannes 2022 : 
  - Prix d'interprétation masculine pour Song Kang-ho
  - Prix du jury œcuménique